# David Paymer
David Paymer (Oceanside, New York, 1954. augusztus 30. –) amerikai színész.

## Élete és pályafutása
Zsidó családban született és nevelkedett. Apja, Marvin Paymer először ócskavas-kereskedő volt, majd zongoristaként és karmesterként dolgozott. Édesanyja, Sylvia a nácik elől menekült el Belgiumból. 1973-as válásuk előtt két gyermekük született, Steve és David. Steve Paymer (1951–) szintén színész lett, később David játszott együtt.
A Michigan Egyetemen tanult színészetet és pszichológiát. További tanulmányokat folytatott New Yorkban.
Első sikereit az 1970-es években aratta. A Grease című musicalben kapott egy mellékszerepet, Sonny Latierrit alakítva. Ezzel a szereppel jutott el a Broadway-re.
Közel harmincéves pályafutása alatt körülbelül 130 szerepet játszott, sorozatokban, valamint televíziós és mozifilmekben.

## Magánélete
1988-ban vette el Liz Georges-t, akitől egy lánya született.

## Filmográfia
| Év   | Magyar cím                               | Eredeti cím                                        | Szerep                      | Magyar hang            |
| ---- | ---------------------------------------- | -------------------------------------------------- | --------------------------- | ---------------------- |
| 1979 | Apósok akcióban                          | The In-Laws                                        | sofőr                       |                        |
| 1982 | Airplane 2. – A folytatás                | Airplane II: The Sequel                            | fényképész                  |                        |
| 1984 | Legjobb védekezés                        | Best Defense                                       | Kurly                       | Dimulász Miklós        |
| 1984 | Kibékíthetetlen ellentétek               | Irreconcilable Differences                         | Alan Sluiser                |                        |
| 1985 | Ingerlő idomok                           | Perfect                                            | vezető szerkesztő           |                        |
| 1986 | Howard, a kacsa                          | Howard the Duck                                    | Larry                       | Varga T. József        |
| 1987 | Nincs kiút                               | No Way Out                                         | David                       |                        |
| 1988 | Rock and roll mami                       | Rock 'n' Roll Mom                                  | Boris                       |                        |
| 1989 | Sziklaöklű harcosok                      | No Holds Barred                                    | Unger                       |                        |
| 1990 | Lököttek                                 | Crazy People                                       | George                      | Helyey László          |
| 1991 | Irány Colorado!                          | City Slickers                                      | Ira Shalowitz               | Kassai Károly          |
| 1991 | Irány Colorado!                          | City Slickers                                      | Ira Shalowitz               | Katona Zoltán          |
| 1992 | Mr. Saturday Night                       | Mr. Saturday Night                                 | Stan                        | Csuja Imre             |
| 1993 | A bajnok                                 | Searching for Bobby Fischer                        | Kalev                       | Háda János             |
| 1993 | Lelkük rajta                             | Heart and Souls                                    | Hal, buszsofőr              | Varga T. József        |
| 1994 | Irány Colorado 2. – Curly aranya         | City Slickers II: The Legend of Curly's Gold       | Ira Shalowitz               | Verebély Iván          |
| 1994 | Kvíz Show                                | Quiz Show                                          | Dan Enright                 | Csuja Imre             |
| 1995 | Szóljatok a köpcösnek!                   | Get Shorty                                         | Leo Devoe                   | Garai Róbert           |
| 1995 | Szóljatok a köpcösnek!                   | Get Shorty                                         | Leo Devoe                   | Balázsi Gyula          |
| 1995 | Szerelem a Fehér Házban                  | The American President                             | Leon Kodak                  | Józsa Imre             |
| 1995 | Szerelem a Fehér Házban                  | The American President                             | Leon Kodak                  | Fesztbaum Béla         |
| 1995 | Nixon                                    | Nixon                                              | Ron Ziegler                 | Bognár Zsolt           |
| 1996 | Felejthetetlen                           | Unforgettable                                      | Curtis Avery                | Forgács Gábor          |
| 1996 | Minden gyanú felett                      | City Hall                                          | Abe Goodman                 | Kerekes József         |
| 1996 | Idegroncs derbi                          | Carpool                                            | Daniel Miller               | Sinkovits-Vitay András |
| 1997 | Kulcsjátékos                             | The Sixth Man                                      | Pederson                    | Kőszegi Ákos           |
| 1997 | Bűnös szándék                            | Gang Related                                       | Elliot Goff                 | Kassai Károly          |
| 1997 | Amistad                                  | Amistad                                            | Forsyth                     | Barbinek Péter         |
| 1998 |                                          | The Lesser Evil                                    | George                      |                        |
| 1998 | Valahol Amerikában                       | Outside Ozona                                      | Alan Defaux                 |                        |
| 1998 | Joe, az óriásgorilla                     | Mighty Joe Young                                   | Dr. Harry Ruben             | Tahi József            |
| 1999 | Visszavágó                               | Payback                                            | Stegman                     | Kassai Károly          |
| 1999 | Robbanáspont                             | Chill Factor                                       | Dr. Richard Long            | Fodor Tamás            |
| 1999 | Robbanáspont                             | Chill Factor                                       | Dr. Richard Long            | Kassai Károly          |
| 1999 | Dilidoki                                 | Mumford                                            | Dr. Ernest Delbanco         | Varga T. József        |
| 1999 | Hurrikán                                 | The Hurricane                                      | Myron Bedlock               | Németh Gábor           |
| 2000 | Ennyi!                                   | State and Main                                     | Marty Rossen                | Tahi József            |
| 2000 | Csali                                    | Bait                                               | Wooly ügynök                | Imre István            |
| 2000 | Csali                                    | Bait                                               | Wooly ügynök                | Izsóf Vilmos           |
| 2000 | Triplacsavar                             | Partners                                           | Bob                         | Varga T. József        |
| 2000 | Szívörvény                               | Bounce                                             | Mandel                      | Rudas István           |
| 2000 | Egy lúzer naplója                        | Enemies of Laughter                                | Paul Halpern                |                        |
| 2001 | Gyújtópont                               | Focus                                              | Mr. Finkelstein             |                        |
| 2003 | Alex és Emma – Regény az életünk         | Alex & Emma                                        | John Shaw                   | Katona Zoltán          |
| 2004 | Jó társaság                              | In Good Company                                    | Morty                       | Rudas István           |
| 2004 | A spártai                                | Spartan                                            | tévébemondó                 |                        |
| 2005 | Szabad egy táncra?                       | Marilyn Hotchkiss' Ballroom Dancing & Charm School | Rafael Horowitz             | Szokolay Ottó          |
| 2005 | Tuti kis öngyilkos buli                  | Checking Out                                       | Ted Applebaum               | Pusztaszeri Kornél     |
| 2007 | Viszlát, Bajnok!                         | Resurrecting the Champ                             | Whitley                     | Forgács Gábor          |
| 2007 | Ocean’s Thirteen – A játszma folytatódik | Ocean's Thirteen                                   | Veszettül Lényegtelen Pasas | Tahi József            |
| 2008 | Piros öv                                 | Redbelt                                            | Richard                     | Orosz István           |
| 2009 | Pokolba taszítva                         | Drag Me to Hell                                    | Mr. Jacks                   | Konrád Antal           |
| 2011 |                                          | B'Twixt Now and Sunrise                            | Sam Malkin                  |                        |
| 2012 | Ötéves jegyesség                         | The Five-Year Engagement                           | Pete Solomon                | Cs. Németh Lajos       |
| 2014 | Jack Ryan: Árnyékügynök                  | Jack Ryan: Shadow Recruit                          | Dixon Lewis                 | Varga T. József        |
| 2014 | Maude öröksége                           | Two-Bit Waltz                                      | az ügyvéd                   |                        |
| 2016 |                                          | The Pickle Recipe                                  | Morty nagybácsi             |                        |
| 2017 |                                          | Lemon                                              | Dr. Gold                    |                        |
| 2018 | Hullagyáros                              | Accident Man                                       | Milton                      | Imre István            |
| 2019 | Ahol éjszaka is süt a nap                | The Sunlit Night                                   | Levi                        | Kassai Károly          |
| 2019 | Hová tűntél, Bernadette?                 | Where'd You Go, Bernadette                         | Jay Ross                    |                        |
| 2020 | A lovas lány                             | Horse Girl                                         | doktor                      |                        |
| 2020 |                                          | Bad Therapy                                        | Dr. Edward Kingsley         |                        |
| 2024 |                                          | Bad Shabbos                                        | Richard                     |                        |

### Televízió

#### Tévéfilm
| Év   | Magyar cím                                        | Eredeti cím                                    | Szerep                 | Magyar hang     |
| ---- | ------------------------------------------------- | ---------------------------------------------- | ---------------------- | --------------- |
| 1981 |                                                   | This House Possessed                           | Pasternak              |                 |
| 1983 |                                                   | Grace Kelly                                    | Jay Kanter             |                 |
| 1984 |                                                   | Her Life as a Man                              | Ted                    |                 |
| 1985 |                                                   | Love, Mary                                     | David Lewis            |                 |
| 1985 |                                                   | Pleasures                                      | Stanley                |                 |
| 1994 | Cagney és Lacey – A visszatérés                   | Cagney & Lacey: The Return                     | Feldberg               |                 |
| 1995 | Cagney és Lacey – Újra együtt                     | Cagney & Lacey: Together Again                 | Feldberg               |                 |
| 1996 | Az évszázad bűnesete (A Lindbergh bébi elrablása) | Crime of the Century                           | David Wilentz          | Kassai Károly   |
| 1999 |                                                   | Dash and Lilly                                 | Arthur Kober           |                 |
| 2000 | A legendás trombitás                              | For Love or Country: The Arturo Sandoval Story | követségi interjúztató | Varga T. József |
| 2000 |                                                   | From Where I Sit                               | Bob                    |                 |
| 2002 | Joe és Max                                        | Joe & Max                                      | Joe Jacobs             |                 |
| 2002 | Robert Kennedy                                    | RFK                                            | Dick Goodwin           |                 |
| 2005 | Az élet iskolája                                  | School of Life                                 | Matt Warner            |                 |
| 2005 | Warm Springs                                      | Warm Springs                                   | Louis Howe             |                 |

## Díjak és jelölések
Oscar-díj
- 1993 - Jelölés: legjobb férfi mellékszereplő (Mr. Saturday Night)

Golden Globe-díj
- 1993 - Jelölés: legjobb férfi mellékszereplő (Mr. Saturday Night)
- 1997 - Jelölés: legjobb férfi mellékszereplő (minisorozat vagy tévéfilm) (Az évszázad bűnesete (A Lindbergh bébi elrablása))